# Sainte-Anne-sur-Gervonde
Sainte-Anne-sur-Gervonde és un municipi francès situat al departament de la Isèra i a la regió d'Alvèrnia-Roine-Alps. L'any 2007 tenia 565 habitants.

## Demografia

### Població
El 2007 la població de fet de Sainte-Anne-sur-Gervonde era de 565 persones. Hi havia 210 famílies de les quals 42 eren unipersonals (34 homes vivint sols i 8 dones vivint soles), 67 parelles sense fills, 80 parelles amb fills i 21 famílies monoparentals amb fills.
La població ha evolucionat segons el següent gràfic:
Habitants censats

### Habitatges
El 2007 hi havia 238 habitatges, 212 eren l'habitatge principal de la família, 14 eren segones residències i 13 estaven desocupats. 221 eren cases i 13 eren apartaments. Dels 212 habitatges principals, 175 estaven ocupats pels seus propietaris, 31 estaven llogats i ocupats pels llogaters i 6 estaven cedits a títol gratuït; 5 tenien dues cambres, 11 en tenien tres, 62 en tenien quatre i 134 en tenien cinc o més. 178 habitatges disposaven pel capbaix d'una plaça de pàrquing. A 69 habitatges hi havia un automòbil i a 133 n'hi havia dos o més.

### Piràmide de població
La piràmide de població per edats i sexe el 2009 era:
| Homes | Edats   | Dones |
| ----- | ------- | ----- |
| 0     | 95 o +  | 0     |
| 0     | 90 a 94 | 0     |
| 0     | 85 a 89 | 0     |
| 0     | 80 a 84 | 8     |
| 8     | 75 a 79 | 8     |
| 8     | 70 a 74 | 16    |
| 12    | 65 a 69 | 8     |
| 16    | 60 a 64 | 8     |
| 4     | 55 a 59 | 12    |
| 16    | 50 a 54 | 8     |
| 20    | 45 a 49 | 20    |
| 32    | 40 a 44 | 12    |
| 16    | 35 a 39 | 32    |
| 12    | 30 a 34 | 4     |
| 0     | 25 a 29 | 4     |
| 4     | 20 a 24 | 4     |
| 8     | 15 a 19 | 8     |
| 16    | 10 a 14 | 28    |
| 8     | 5 a 9   | 8     |
| 8     | 0 a 4   | 12    |

## Economia
El 2007 la població en edat de treballar era de 372 persones, 275 eren actives i 97 eren inactives. De les 275 persones actives 248 estaven ocupades (140 homes i 108 dones) i 28 estaven aturades (11 homes i 17 dones). De les 97 persones inactives 37 estaven jubilades, 38 estaven estudiant i 22 estaven classificades com a «altres inactius».

### Ingressos
El 2009 a Sainte-Anne-sur-Gervonde hi havia 214 unitats fiscals que integraven 595,5 persones, la mediana anual d'ingressos fiscals per persona era de 19.093 €.

### Activitats econòmiques
Dels 15 establiments que hi havia el 2007, 1 era d'una empresa alimentària, 8 d'empreses de construcció, 3 d'empreses de comerç i reparació d'automòbils, 1 d'una empresa de transport, 1 d'una empresa d'hostatgeria i restauració i 1 d'una empresa financera.
Dels 7 establiments de servei als particulars que hi havia el 2009, 2 eren paletes, 1 guixaire pintor, 2 fusteries, 1 lampisteria i 1 electricista.
L'únic establiment comercial que hi havia el 2009 era una carnisseria.
L'any 2000 a Sainte-Anne-sur-Gervonde hi havia 16 explotacions agrícoles que ocupaven un total de 576 hectàrees.

## Equipaments sanitaris i escolars
El 2009 hi havia una escola elemental.

## Poblacions més properes
El següent diagrama mostra les poblacions més properes.